# Phyllomedusa tetraploidea
Espèce
Statut de conservation UICN

 LC  : Préoccupation mineure
Phyllomedusa tetraploidea est une espèce d'amphibiens de la famille des Phyllomedusidae.

## Répartition
Cette espèce se rencontre au Brésil dans les États de São Paulo et du Paraná, en Argentine dans la province de Misiones et au Paraguay dans le département d'Itapúa.

## Publication originale
- Pombal & Haddad, 1992 : Especies de Phyllomedusa do grupo burmeisteri do Brasil oriental, com descricao de uma especie nova (Amphibia, Hylidae). Revista Brasileira de Biologia, vol. 52, no 2, p. 217-229.